# Night of Champions (2025)

L'édition de 2025 Night Of Champions (commercialisé sous le nom de Night of Champions: Riyadh) est un Premium Live Event de catch (lutte professionnelle) produit par la World Wrestling Entertainment, une fédération de catch américaine, qui est télédiffusée, visible en paiement à la séance et sur le WWE Network. L'événement a eu lieu le 28 juin 2025 au Kingdom Arena à Riyad, en Arabie Saoudite. Il s'agit de la onzième édition de Night of Champions.

## Contexte
Les spectacles de la World Wrestling Entertainment (WWE) sont constitués de matchs aux résultats prédéterminés par les scénaristes de la WWE. Ces rencontres sont justifiées par des storylines – une rivalité avec un catcheur, la plupart du temps – ou par des qualifications survenues dans les shows de la WWE telles que Raw, SmackDown. Tous les catcheurs possèdent une gimmick, c'est-à-dire qu'ils incarnent un personnage gentil (Face) ou méchant (Heel), qui évolue au fil des rencontres. Un événement comme Night of Champions est donc un événement tournant pour les différentes storylines en cours,.

### John Cena (c) contre CM Punk
Le 9 juin à Raw, CM Punk confronte son rival de longue date, John Cena, et le défie dans un match pour sa ceinture ce soir-là. Mais son adversaire refuse, sauf si le match a lieu au PLE en Arabie Saoudite (en référence aux critiques légitimes de CM Punk envers ce pays du Moyen-Orient). Le premier catcheur accepte et le match a été officialisé par la suite,.

### Rhea Ripley contre Raquel Rodriguez
Le 9 juin à Raw, Rhea Ripley ne se qualifie pas pour les demi-finales du tournoi Queen of the Ring, battue par Roxanne Perez dans un Fatal 4-Way match qui inclut également Kairi Sane et Liv Morgan, car Raquel Rodriguez intervient dans le match et l'empêche de faire le tombé sur sa coéquipière du Judgment Day. La semaine suivante à Raw, la moitié des championnes par équipes ne se qualifie pas non plus pour les demi-finales du tournoi, battue par Asuka dans la même stipulation qui inclut également Ivy Nile et Stephanie Vaquer, car la catcheuse australienne lui rend la pareille, l'empêche de faire le tombé sur l'ancienne double championne de NXT et permet à la catcheuse japonaise de gagner le match. Le 23 juin à Raw, les deux catcheuses se bagarrent, mais The Prodigy aide Raquel Rodriguez et permet à cette dernière de porter sa Tijuana Bomb sur Mami à travers la table. Un peu plus tard, l'ancienne double championne du monde demande à Adam Pearce un match contre sa rivale au PLE et le GM du show rouge lui annonce un Street Fight match.

## Tableau des matchs
| Ordre par numéros                                                                         | Résultat                                     | Stipulation(s) | Temps |
| ----------------------------------------------------------------------------------------- | -------------------------------------------- | --- | ----- |
| 1                                                                                         | Cody Rhodes bat Randy Orton,                 | Match simple - Finale du tournoi, Le gagnant deviendra King of the Ring et automaiquement aspirant no 1 à un championnat masculin majeur à SummerSlam.    | 19:45 |
| 2                                                                                         | Rhea Ripley bat Raquel Rodriguez,            | Street Fight match, | 14:00 |
| 3                                                                                         | Sami Zayn bat Karrion Kross (avec Scarlett), | Match simple, | 13:35 |
| 4                                                                                         | Solo Sikoa bat Jacob Fatu (c),               | Match simple pour le WWE United States Championship, | 12:05 |
| 5                                                                                         | Jade Cargill bat Asuka,                      | Match simple - Finale du tournoi, La gagnante deviendra Queen of the Ring et automatiquement aspirante no 1 à un championnat féminin majeur à SummerSlam. | 8:35  |
| 6                                                                                         | John Cena (c) bat CM Punk,                   | Match simple pour l'Undisputed WWE Championship, | 26:15 |
| La lettre C placée entre parenthèses désigne la personne ou l’équipe championne en titre. |                                              | |       |

## Déroulements des tournois
| Détails      | Détails                        |
| ------------ | ------------------------------ |
| Bouton rouge | Lutteur/Lutteuse de RAW.       |
| Bouton bleu  | Lutteur/Lutteuse de SmackDown. |

### King of the Ring
|  |                   |          |             |       |             |             |  |  |        |        |
|  | 1er Tour          | 1er Tour |             |       | Demi-finale | Demi-finale |  |  | Finale | Finale |
|  | 1er Tour          | 1er Tour |             |       | Demi-finale | Demi-finale |  |  | Finale | Finale |
|  |                   |          |             |       |             |             |  |  |        |        |
|  |                   |          |             |       |             |             |  |  |        |        |
|  | Sami Zayn         | Tombé    |             |       |             |             |  |  |        |        |
|  | Sami Zayn         | Tombé    |             |       |             |             |  |  |        |        |
|  | Penta             | —        |             |       |             |             |  |  |        |        |
|  | Penta             | —        |             |       |             |             |  |  |        |        |
|  | Bron Breakker     | —        |             |       |             |             |  |  |        |        |
|  | Bron Breakker     | —        |             |       |             |             |  |  |        |        |
|  | Dominik Mysterio  | 17:05    |             |       |             |             |  |  |        |        |
|  | Dominik Mysterio  | 17:05    |             |       |             |             |  |  |        |        |
|  |                   |          | Sami Zayn   | 11:25 |             |             |  |  |        |        |
|  |                   |          | Sami Zayn   | 11:25 |             |             |  |  |        |        |
|  |                   |          |             |       | Randy Orton | Tombé       |  |  |        |        |
|  |                   |          |             |       | Randy Orton | Tombé       |  |  |        |        |
|  | Randy Orton       | Tombé    |             |       |             |             |  |  |        |        |
|  | Randy Orton       | Tombé    |             |       |             |             |  |  |        |        |
|  | LA Knight         | 16:15    |             |       |             |             |  |  |        |        |
|  | LA Knight         | 16:15    |             |       |             |             |  |  |        |        |
|  | Aleister Black    | —        |             |       |             |             |  |  |        |        |
|  | Aleister Black    | —        |             |       |             |             |  |  |        |        |
|  | Carmelo Hayes     | —        |             |       |             |             |  |  |        |        |
|  | Carmelo Hayes     | —        |             |       |             |             |  |  |        |        |
|  |                   |          | Randy Orton | 19:45 |             |             |  |  |        |        |
|  |                   |          |             |       |             |             |  |  |        |        |
|  |                   |          | Cody Rhodes | Tombé |             |             |  |  |        |        |
|  |                   |          | Cody Rhodes | Tombé |             |             |  |  |        |        |
|  | Cody Rhodes       | Tombé    |             |       |             |             |  |  |        |        |
|  | Cody Rhodes       | Tombé    |             |       |             |             |  |  |        |        |
|  | Damian Priest     | —        |             |       |             |             |  |  |        |        |
|  | Damian Priest     | —        |             |       |             |             |  |  |        |        |
|  | Andrade           | —        |             |       |             |             |  |  |        |        |
|  | Andrade           | —        |             |       |             |             |  |  |        |        |
|  | Shinsuke Nakamura | 17:05    |             |       |             |             |  |  |        |        |
|  | Shinsuke Nakamura | 17:05    |             |       |             |             |  |  |        |        |
|  |                   |          | Cody Rhodes | Tombé |             |             |  |  |        |        |
|  |                   |          | Cody Rhodes | Tombé |             |             |  |  |        |        |
|  |                   |          |             |       | Jey Uso     | 20:00       |  |  |        |        |
|  |                   |          |             |       | Jey Uso     | 20:00       |  |  |        |        |
|  | Sheamus           | —        |             |       |             |             |  |  |        |        |
|  | Sheamus           | —        |             |       |             |             |  |  |        |        |
|  | Rusev             | —        |             |       |             |             |  |  |        |        |
|  | Rusev             | —        |             |       |             |             |  |  |        |        |
|  | Bronson Reed      | 17:25    |             |       |             |             |  |  |        |        |
|  | Bronson Reed      | 17:25    |             |       |             |             |  |  |        |        |
|  | Jey Uso           | Tombé    |             |       |             |             |  |  |        |        |
|  | Jey Uso           | Tombé    |             |       |             |             |  |  |        |        |

### Queen of the Ring
|  |                  |          |               |       |              |             |  |  |        |        |
|  | 1er Tour         | 1er Tour |               |       | Demi-finale  | Demi-finale |  |  | Finale | Finale |
|  | 1er Tour         | 1er Tour |               |       | Demi-finale  | Demi-finale |  |  | Finale | Finale |
|  |                  |          |               |       |              |             |  |  |        |        |
|  |                  |          |               |       |              |             |  |  |        |        |
|  | Rhea Ripley      | —        |               |       |              |             |  |  |        |        |
|  | Rhea Ripley      | —        |               |       |              |             |  |  |        |        |
|  | Kairi Sane       | 12:50    |               |       |              |             |  |  |        |        |
|  | Kairi Sane       | 12:50    |               |       |              |             |  |  |        |        |
|  | Liv Morgan       | —        |               |       |              |             |  |  |        |        |
|  | Liv Morgan       | —        |               |       |              |             |  |  |        |        |
|  | Roxanne Perez    | Tombé    |               |       |              |             |  |  |        |        |
|  | Roxanne Perez    | Tombé    |               |       |              |             |  |  |        |        |
|  |                  |          | Roxanne Perez | 11:30 |              |             |  |  |        |        |
|  |                  |          | Roxanne Perez | 11:30 |              |             |  |  |        |        |
|  |                  |          |               |       | Jade Cargill | Tombé       |  |  |        |        |
|  |                  |          |               |       | Jade Cargill | Tombé       |  |  |        |        |
|  | Jade Cargill     | Tombé    |               |       |              |             |  |  |        |        |
|  | Jade Cargill     | Tombé    |               |       |              |             |  |  |        |        |
|  | Michin           | —        |               |       |              |             |  |  |        |        |
|  | Michin           | —        |               |       |              |             |  |  |        |        |
|  | Piper Niven      | 12:50    |               |       |              |             |  |  |        |        |
|  | Piper Niven      | 12:50    |               |       |              |             |  |  |        |        |
|  | Nia Jax          | —        |               |       |              |             |  |  |        |        |
|  | Nia Jax          | —        |               |       |              |             |  |  |        |        |
|  |                  |          | Jade Cargill  | Tombé |              |             |  |  |        |        |
|  |                  |          |               |       |              |             |  |  |        |        |
|  |                  |          | Asuka         | 8:35  |              |             |  |  |        |        |
|  |                  |          | Asuka         | 8:35  |              |             |  |  |        |        |
|  | Charlotte Flair  | —        |               |       |              |             |  |  |        |        |
|  | Charlotte Flair  | —        |               |       |              |             |  |  |        |        |
|  | Alexa Bliss      | Tombé    |               |       |              |             |  |  |        |        |
|  | Alexa Bliss      | Tombé    |               |       |              |             |  |  |        |        |
|  | Alba Fyre        | —        |               |       |              |             |  |  |        |        |
|  | Alba Fyre        | —        |               |       |              |             |  |  |        |        |
|  | Candice LeRae    | 11:00    |               |       |              |             |  |  |        |        |
|  | Candice LeRae    | 11:00    |               |       |              |             |  |  |        |        |
|  |                  |          | Alexa Bliss   | 9:25  |              |             |  |  |        |        |
|  |                  |          | Alexa Bliss   | 9:25  |              |             |  |  |        |        |
|  |                  |          |               |       | Asuka        | Tombé       |  |  |        |        |
|  |                  |          |               |       | Asuka        | Tombé       |  |  |        |        |
|  | Asuka            | Tombé    |               |       |              |             |  |  |        |        |
|  | Asuka            | Tombé    |               |       |              |             |  |  |        |        |
|  | Stephanie Vaquer | —        |               |       |              |             |  |  |        |        |
|  | Stephanie Vaquer | —        |               |       |              |             |  |  |        |        |
|  | Raquel Rodriguez | 15:50    |               |       |              |             |  |  |        |        |
|  | Raquel Rodriguez | 15:50    |               |       |              |             |  |  |        |        |
|  | Ivy Nile         | —        |               |       |              |             |  |  |        |        |
|  | Ivy Nile         | —        |               |       |              |             |  |  |        |        |

### Article annexes
- Liste des pay-per-views de la WWE
- WWE Night of Champions